# Nu assis à la chemise
Nu assis à la chemise est un tableau réalisé par le peintre italien Amedeo Modigliani en 1917. Cette huile sur toile est un nu qui représente une jeune femme aux cheveux noirs couvrant partiellement sa poitrine d'une chemise blanche alors qu'elle se tient assise devant un fond rouge sombre. Autrefois la propriété de Jean et Geneviève Masurel, l'œuvre fait partie depuis 1979 des collections du Lille Métropole Musée d'Art moderne, d'Art contemporain et d'Art brut, à Villeneuve-d'Ascq, dans le Nord.